# Tob de Bordes
Tobie Constantin (Tob) de Bordes (Haarlem, 30 mei 1927 – Epse, 20 december 2012) was een Nederlands acteur en voordrachtskunstenaar.

## Leven en werken
De Bordes slaagde in 1940 voor het Kennemer Lyceum. Na zijn oproep voor de Arbeitseinsatz dook hij op 17-jarige leeftijd onder in de buurt van Deventer. Na de oorlog deed hij twee klassen opnieuw. Bij de 300-jarige herdenking van het overlijden van Pieter Corneliszoon Hooft in 1947 werd een schoolcompetitie in Nederland en Vlaanderen gehouden met voordrachten van zijn teksten. Hij koos de opruiende rede van Wigbolt Ripperda bij de verdediging van het Beleg van Haarlem uit de Nederlandsche Historien. Hij won daarmee op school, in Haarlem, in Noord-Holland en was ten slotte een van de 14 bekroonden. Hij weigerde militaire dienst, als doopsgezind pacifist met erkende gewetensbezwaren en werd tewerkgesteld in Kamp Vledder om de heide te ontginnen. De Bordes volgde de Toneelschool te Amsterdam en deed daar examen in 1950. Daarna werd hij meteen geëngageerd door de Nederlandse Comedie. Hij kon beginnen met solotoneel en dat werd zijn specialiteit: voordrachtskunstenaar in zowel klassiek als modern repertoire in binnen- en buitenland (Duitsland en Zwitserland). Bekend in Nederland werd hij in 1975 met de NCRV-productie 'Andersen in Amsterdam' 100 jaar na het overlijden van Hans Christiaan Andersen. Hij speelde onder meer in de film Flodder en in de televisieseries Pommetje Horlepiep en De Daltons 1999. Hij was voorganger bij en trad ook op bij doopsgezinde bijeenkomsten en andere vrijzinnige geloofsgemeenschappen. Tevens hield hij veel solovoorstellingen in zijn Theater Thuis De Witte Veer tot het Lochem Festival juli 2011.
Daarnaast maakte hij zich verdienstelijk in de gemeente Gorssel als ambtenaar van de burgerlijke stand, als Sinterklaas voor basisscholen, als voorzitter van de Oranjevereniging en als regisseur/acteur van de toneelgroep 'De Witte Veer' van Kunstkring Gorssel.

## Bijzondere optredens
- 1957 - NCRV televisie Voordracht van 'Conciergerie' van Marianne Philips[10]
- 1957 - NCRV televisie Titel 'Scherven brengen geluk'. Voordracht uit de bundel 'Keerzijden' van M.E. Ouwehand, Nijkerk, Callenbach, 1953, met zang van Coosje Guilleron.[11]
- 1958 - NCRV televisie 'Monoloog van een Romein bij het Kruis' van M.E. Ouwehand.[12]
- 1963 - Verteller bij de concertante uitvoering van La clemenza di Tito van Mozart door het Concertgebouworkest o.l.v. Eugen Jochum Vier maanden later te horen op Hilversum 1. Uitvoering met zijn secco-recitatieven.[13]
- 1968 - rol bij de Toneelgroep Noorder Compagnie in het toneelstuk 'Het onbewoonde eiland'.[14]
- 1975 - NCRV televisie 'Andersen in Amsterdam'[15]
- 1980 - NCRV televisie 'Schipper naast God' van en met Jan de Hartog naast Jetty Cantor,  Johan te Slaa, Marlies van Alcmaer, Henny Alma, Hans Cornelissen,  Theo Pont, Ferd Hugas en Henk Uterwijk.[16]
- 1980-1981 - TROS rol in 'Lessen in de Liefde' gebaseerd op de Decamerone.[17]
- 1981 - VARA rol in de film Tussen de regels onder regie van Dave Schram.[18]
- 1981 - rol in de film 'Een vlieger voor God' onder regie van Jonne Severijn.[19]
- 1982 - rol in de film 'De taart' als koning, met Emmy Lopes Dias als koningin.[20]
- 1984 - Documentaire 'Tob de Bordes, de solist' onder regie van Hans Pos.[21]

Voor zijn werk werd hij in 1983 benoemd tot ridder in de Orde van Oranje-Nassau. In 1990 kreeg hij de Magda Janssens Hoedenspeld, de doorgeefprijs voor solotoneel, die hij in 2000 doorgaf aan Nel Kars.